# Морфосинтаксис
Морфоси́нтаксис — раздел грамматики, изучающий морфемы с точки зрения их синтаксического функционирования. Также под морфосинтаксисом могут пониматься правила группировки морфологических единиц в состоящие из них слова или словоформы.
Морфосинтаксический подход, в отличие от собственно морфологического, оперирующего понятием слова, целесообразен в отношении слабоагглютинативных языков, где морфемы обладают повышенной самостоятельностью (в частности, наблюдаются групповые флексии) и потому слабо различаются внутрисловные и межсловные связи. Комплексы слов (предложения) и комплексы морфем в таких языках могут быть описаны в сходных или близких терминах. Последнее верно и для полисинтетических языков, в которых межсловные связи весьма сильны, что проявляется в чередованиях на границах слов, инкорпорации и образовании слов-предложений.